# Merendree
Merendree is een dorp in de Belgische provincie Oost-Vlaanderen en een deelgemeente van Deinze, het was een zelfstandige gemeente tot aan de gemeentelijke herindeling van 1977. Het dorp ligt in het zuiden van het Meetjesland, aan de kruising van het Kanaal Gent-Brugge en het Schipdonkkanaal. De straatnaam Dopershoek herinnert aan de plek waar anabaptisten of wederdopers hebben gewoond.

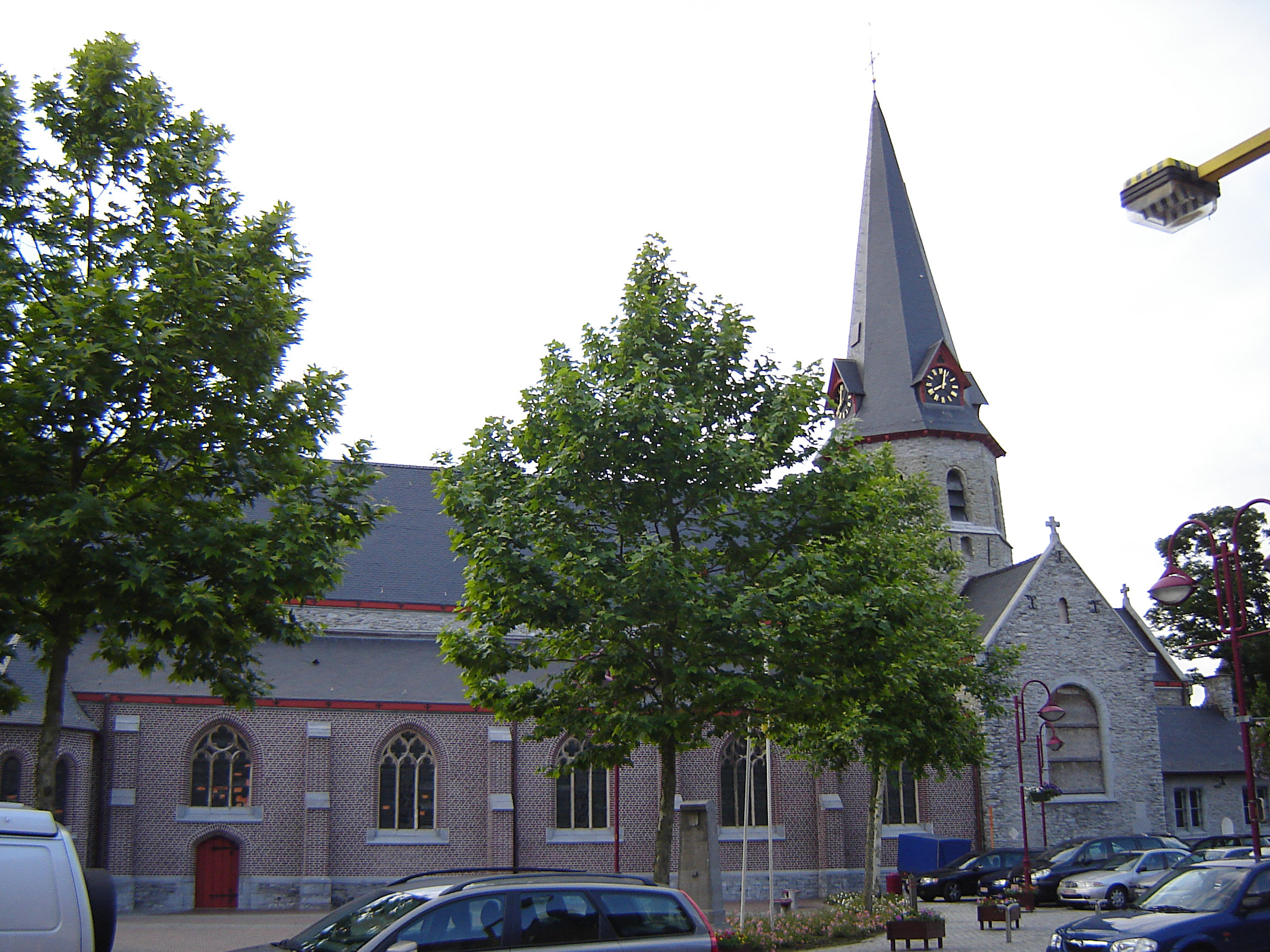
Sint-Radegundiskerk

Durmen is een gehucht in Merendree. De naam verwijst naar de vroegere aanwezigheid van de rivier de Durme.

## Geschiedenis
Archeologische vondsten wijzen er op dat Merendree een der vroegst bewoonde plaatsen in de streek was. Merendree zou een prehistorische waternaam zijn en betekent plaats gelegen aan een rivier met meanders of plaats aan een schitterende rivier. Bij het graven van het Schipdonkkanaal (1846-1860) werden overblijfselen uit de voorhistorie en de Romeinse periode aangetroffen. In 2024 werden de resten van een Romeinse vicus gevonden. De eerste schriftelijke vermelding is van 722 en wel als: Merendra) 
De heerlijkheid Merendree kwam voor eind 13e eeuw in bezit van de familie van Gavere, die ook Vinderhoute al in leen had, waardoor beide heerlijkheden verenigd werden. In 1764 werd op de plaats waar het kasteel van de heren heeft gestaan, de pastorie gebouwd.
Op 1 januari 1977 werd de toenmalige gemeente Merendree bij Nevele gevoegd. Op 1 januari 2019 werd de gemeente Nevele, inclusief Merendree, op zijn beurt met Deinze samengevoegd.

## Demografische ontwikkeling
- Bronnen:NIS, Opm:1831 tot en met 1970=volkstellingen; 1976 = inwoneraantal op 31 december

## Bezienswaardigheden

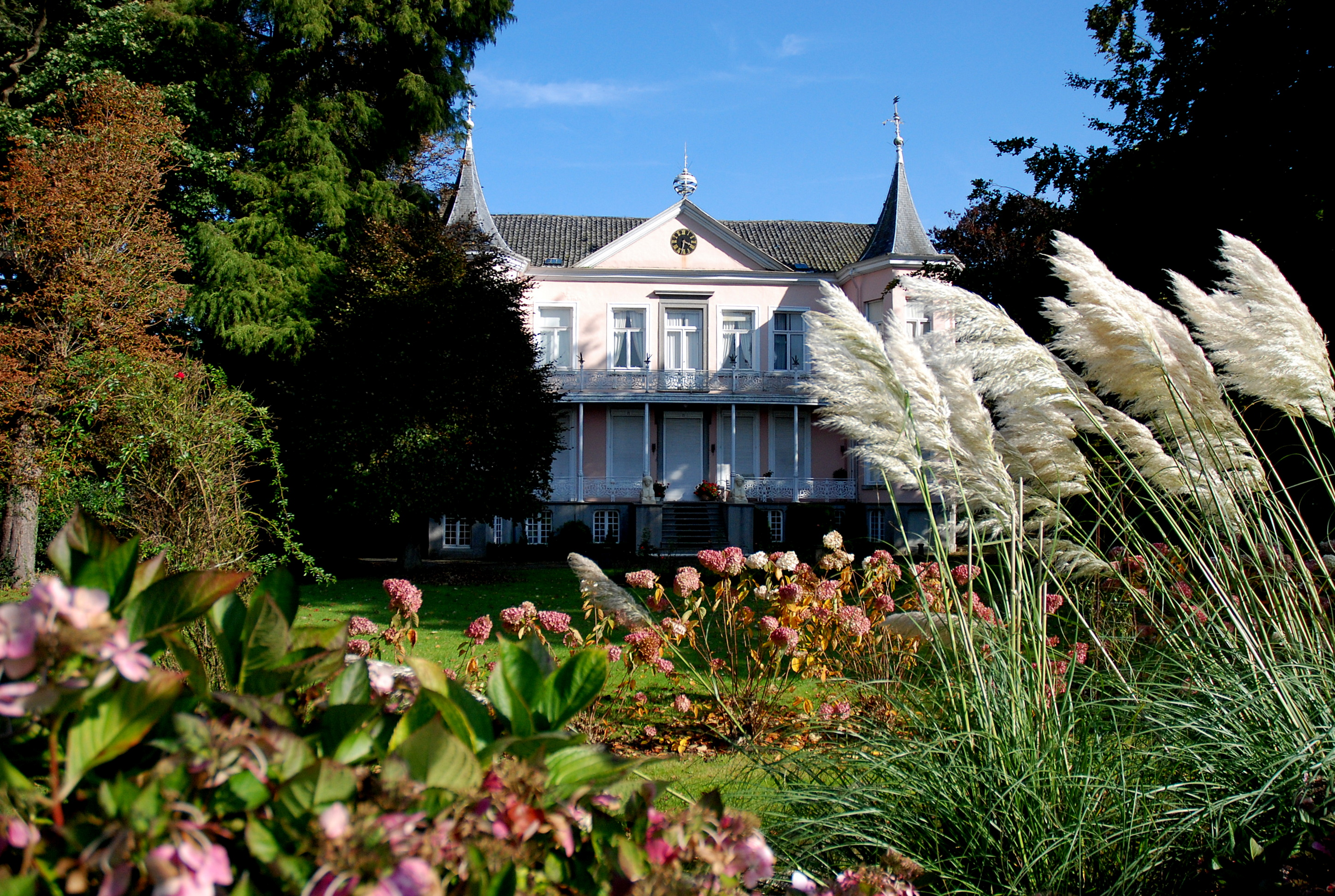
Kasteel te Velde in Lodewijk XVI-stijl

- De Sint-Radegundiskerk, de enige kerk in Vlaanderen die aan deze heilige is gewijd
- De pastorie met omliggend park
- Kasteel te Velde
- Kasteel Ter Wallen
- Kasteel van Kervyn de Meerendré
- Kasteel Van Melderen
- Domein Vlaanderenland
- Steyaertmolen
- De beschermde hoeves aan de Alsemweg
- De Dries van Merendree, aan de Biezestraat
- De voormalige Brouwerij Colle, aan Biezestraat 28, 19e-eeuws complex met brouwershuis, voormalige brouwerij en kapel

## Natuur en landschap
Merendree ligt op een hoogte van ongeveer 10 meter met in het westen het Schipdonkkanaal en in het oosten de Oude Kale. Ten noorden van Merendree vindt men bovendien het Kanaal Gent-Brugge, dat het Schipdonkkanaal kruist.

## Geboren in Merendree
- Gerulfus (740-ca. 750), martelaar
- Isaac De Meyer (1788-1861), geneesheer

## Nabijgelegen kernen
Landegem, Lovendegem, Hansbeke